# Huayna Capac
Huayna Capac (ur. 1467, zm. 1527) – jedenasty król Inków (Sapa Inca), ostatni z wielkich władców inkaskiego imperium.

## Panowanie
Huayna był synem Króla Topy Inki, który przed śmiercią wyznaczył na następcę tronu swego drugiego syna, Huariego (Capac Guari). Książę pozbył się konkurenta, skazując na śmierć jego wpływową matkę, Chuqui Ocllo. Sam Huari wkrótce zmarł na wygnaniu.
Huayna Capac był bardzo młody w momencie koronacji, więc początkowo w jego imieniu sprawowana byłą regencja. Ogromny wpływ na władzę miała też matka młodego władcy – cesarzowa Mama Ocllo.
Podczas rządów Huayny Capaca Imperium Inków osiągnęło swój największy rozkwit. Jednakże jego decyzja, o podziale imperium pomiędzy dwóch synów: Atahualpę oraz Huascara, doprowadziła do wojny domowej. Wojna zakończyła się na krótko przed najazdem Hiszpanów pod dowództwem Francisco Pizarra. Trzecim synem, który został ostatnim przywódcą Inków był Manco Inca. Założył on drugą stolicę Quito.
W 1498 roku Huayna Capac powiększył imperium Inków aż po dzisiejszą Kolumbię. Podbił również tereny dzisiejszego północnego i środkowego Chile.
Gdy Huayna był w Ekwadorze, tłumiąc powstanie, nagle dostał wiadomość z Cuzco od generała Yasca, że do stolicy dotarła nieznana zaraza. Chorobą tą była czarna ospa, przywieziona przez Europejczyków, a nieznana Inkom. Huayna Capac wrócił do Cuzco i tam zmarł.

## Małżeństwa i dzieci[3]
Pierwszą królową u boku Inki była jego siostra – Cusi Rimay. Ślub odbył się z wielką pompą. Związek długo był bezdzietny; ostatecznie królowa zmarła podczas porodu swojego syna, który otrzymał imię Ninan Cuyochi.
Po śmierci żony Huayna Capac usiłował zmusić do małżeństwa inną siostrę – Mamę Cocę (Mamę Kukę), ale ta kategorycznie odrzuciła propozycję mariażu. Zdecydowała się wstąpić do klasztoru Kobiet Wybranych.
Główną żoną cesarza została w końcu Raura Ocllo.
Oprócz głównego małżeństwa władca zawarł też mnóstwo drugorzędnych związków. Jedną z pomniejszych małżonek została jego kuzynka – Toctollo, która prawdopodobnie urodziła mu Atahuallpę.